# 요시오카 마유

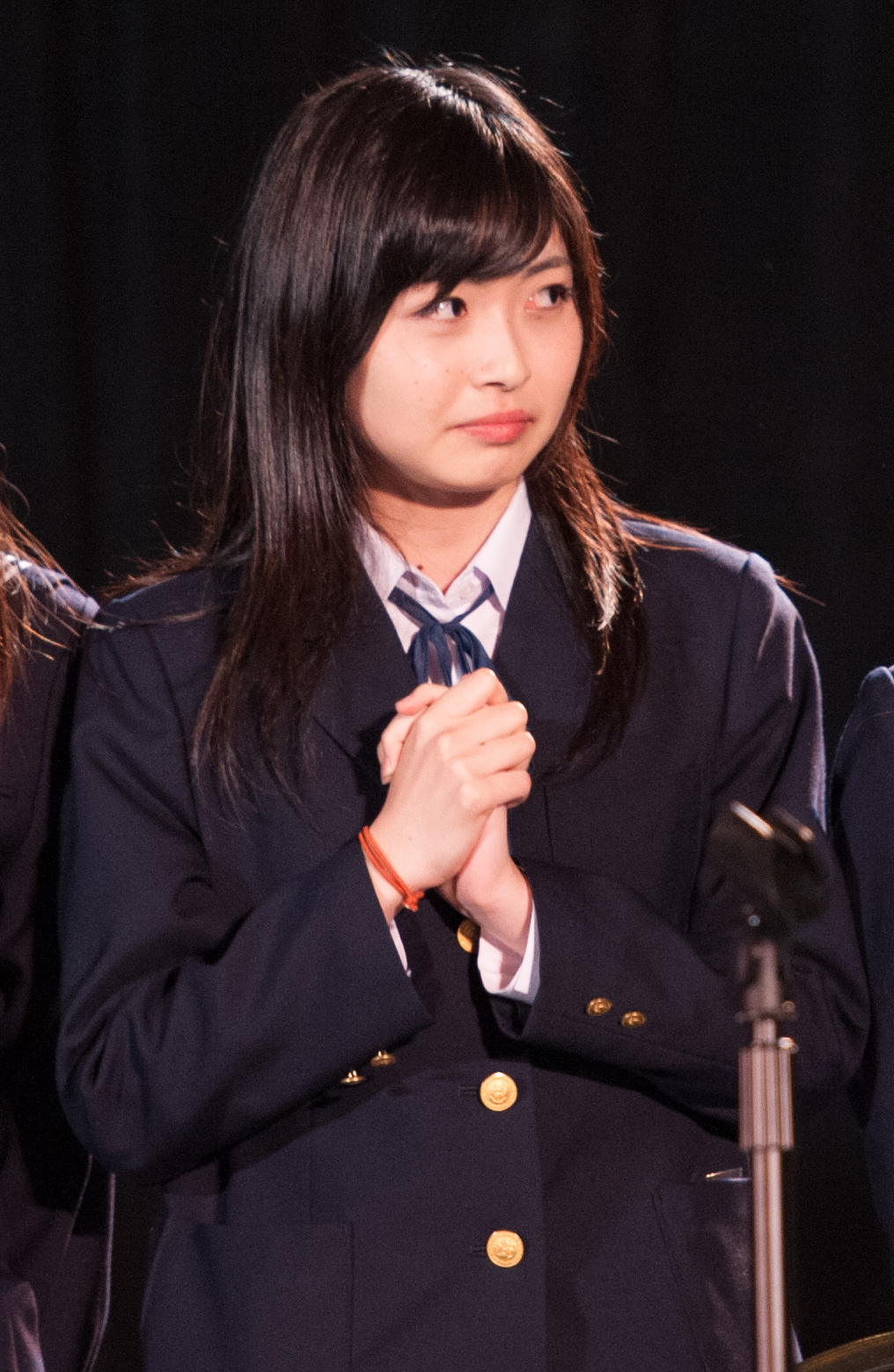
요시오카 마유

요시오카 마유(일본어: 吉岡 茉祐 よしおか まゆ[*], 1995년 11월 7일 ~ )는 일본의 성우이다. 오사카부 출신. 81프로듀스 소속.

## 출연 작품

### 극장판 애니메이션
- 2025년 극장판 프로젝트 세카이 부서진 세카이와 전해지지 않는 미쿠의 노래 - 키리타니 하루카